# Робертсон, Лесли
Лесли Эрл Робертсон (англ. Leslie Earl Robertson; 12 февраля 1928, Лос-Анджелес — 11 февраля 2021, Сан-Матео (Калифорния)) — американский инженер-проектировщик строительных конструкций небоскрёбов, в числе которых башни-близнецы Всемирного торгового центра в Нью-Йорке, Шанхайский всемирный финансовый центр, Ворота Европы в Мадриде и Башня Банка Китая в Гонконге.

## Биография
Робертсон родился 12 февраля 1928 года в Манхэттен-Бич. Был ненадолго зачислен на флот в 1945 году, в возрасте 17 лет, но не служил. Изучал гражданское строительство в Калифорнийском университете в Беркли и получил степень бакалавра наук в 1952 году.

## Карьера
Инженерная карьера Робертсона началась в 1952 году в компании Kaiser Engineering. В это время он работал математиком, инженером-строителем и инженером-электриком. Он также входил в состав следственной группы, изучавшей обрушение морской буровой платформы.
В 1958 году во время поездки в Сиэтл у него закончились деньги и ему пришлось устроиться на работу в местную проектирующую фирму. Когда архитектор из Сиэтла Минору Ямасаки выиграл конкурс на проектирование Всемирного торгового центра, Робертсон и фирма, в которой он работал, получили контракт на проектирование строительной конструкции (1966—1971). Обсуждение с Ямасаки привело к концепции конструкции здания с внешними трубчатыми колоннами, отстоящими друг от друга на два фута. В отличие от большинства небоскребов того времени, которые опирались на бетонные или стальные каркасы с колоннами, разделяющими интерьер, конструкция ВТЦ допускала внутреннее пространство без колонн, при этом вес приходился на внешние колонны со стальными и бетонными сердечниками. Стальные фермы поддерживали перекрытия и соединяли внешние колонны с сердечниками.
В 1982 году Робертсон перенёс свою деятельность во вновь образованную компанию Leslie E. Robertson Associates RLLP. Робертсон вышел из партнерства в компании в 1994 году при выходе на пенсию, но продолжил работать над проектами фирмы до 2012 года.
Помимо Всемирного торгового центра, он занимался проектированием и других небоскребов, в том числе Штаб-квартиры US Steel в Питтсбурге, Шанхайского всемирного финансового центра и башни Банка Китая в Гонконге, спроектированной китайско-американским архитектором IM Pei. и, а также Ворота Европы в Мадриде. Кроме того, Робертсон проектировал музеи в Сиэтле, Портленде, Мэне и Берлине, а театры и мосты Робертсон спроектировал конструкцию инсталляции из работ американского скульптора Ричарда Серры. Он также участвовал в проектировании ремонтных работ нью-йоркского Citigroup Center в 1978 году, который был построен с использованием болтовых соединений, из-за чего он подвергался серьёзной опасности обрушения во время сильного ветра.
После обрушения Всемирного торгового центра в 2001 году возникли споры о безопасности такого рода строительных конструкций, ориентированных на максимизацию арендной платы, но архитекторы и инженеры пришли к единому мнению, что Всемирный торговый центр действительно выдержал удар самолёта и дал время для эвакуации. Фирма Робертсона позже участвовала в создании базы структурной информации по башням для экспертизы Национального института стандартов и технологии, а также регистрировала незадокументированные изменения, которые были внесены в конструкцию зданий после начала строительство. Его фирма также участвовала в проектировании конструкций 4-го здания Всемирного торгового центра, которое было построено в составе этого комплекса.

Избранные работы Робертсона
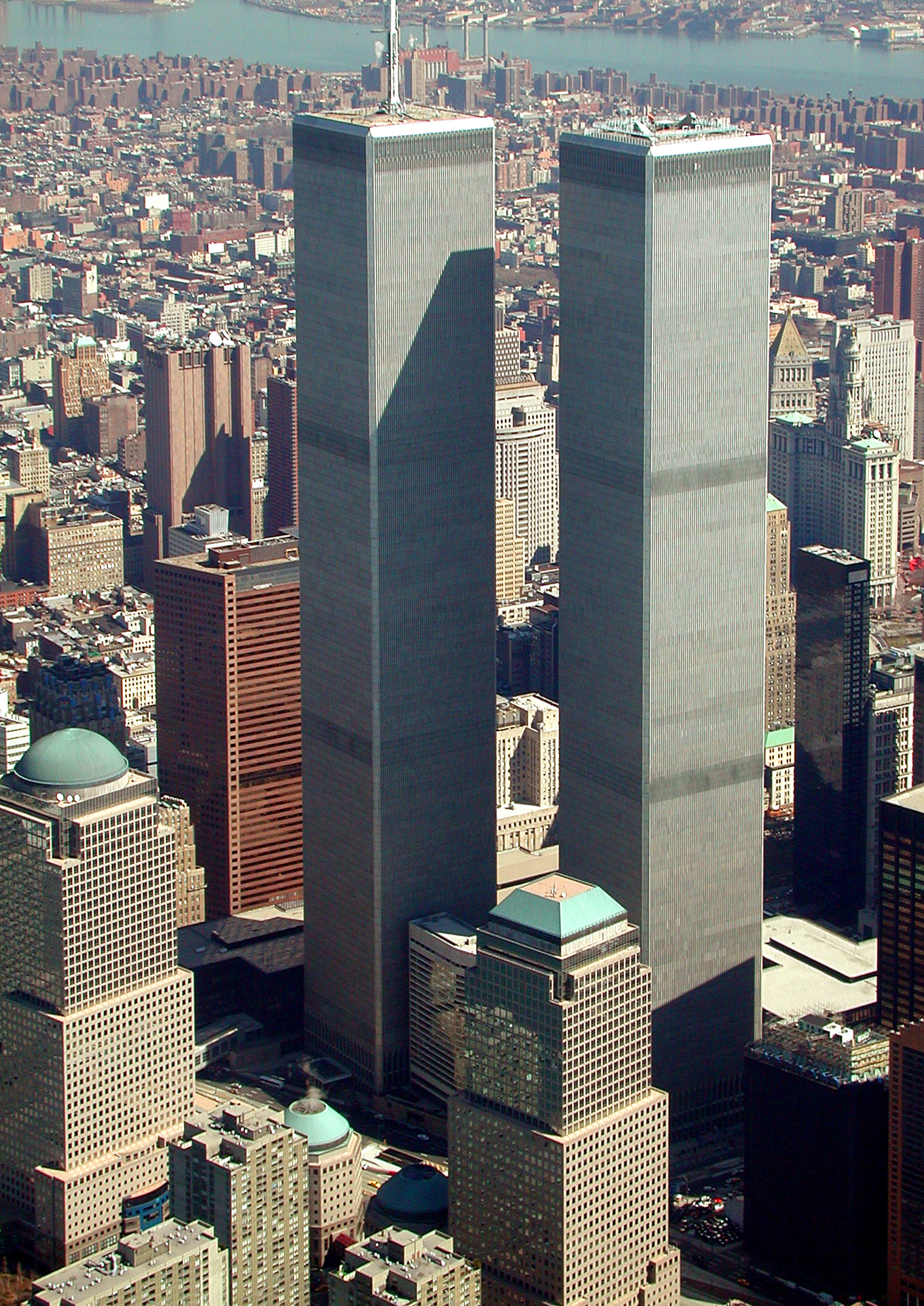
Всемирный торговый центр, Манхэттен, Нью-Йорк
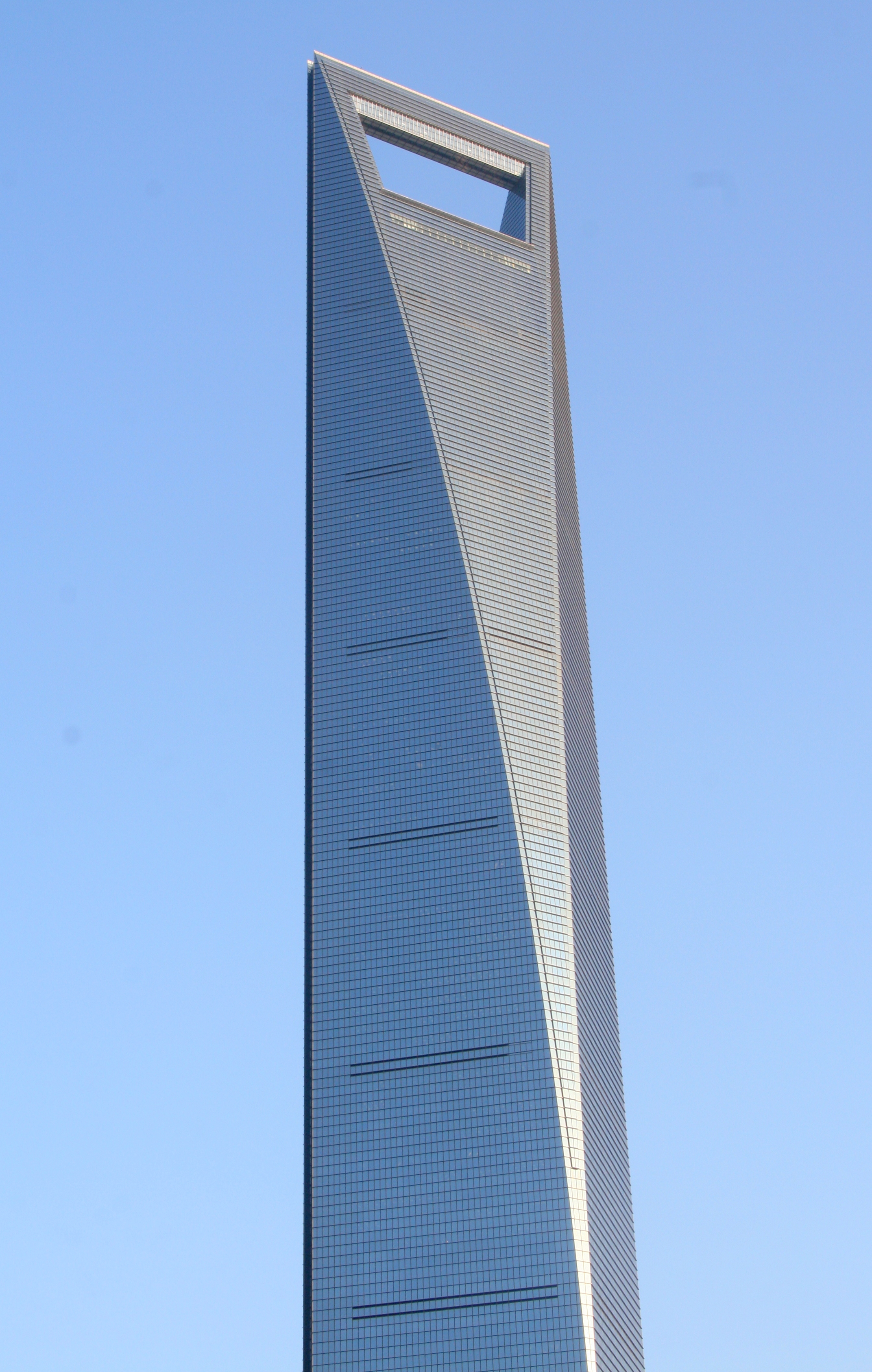
Шанхайский всемирный финансовый центр, Шанхай
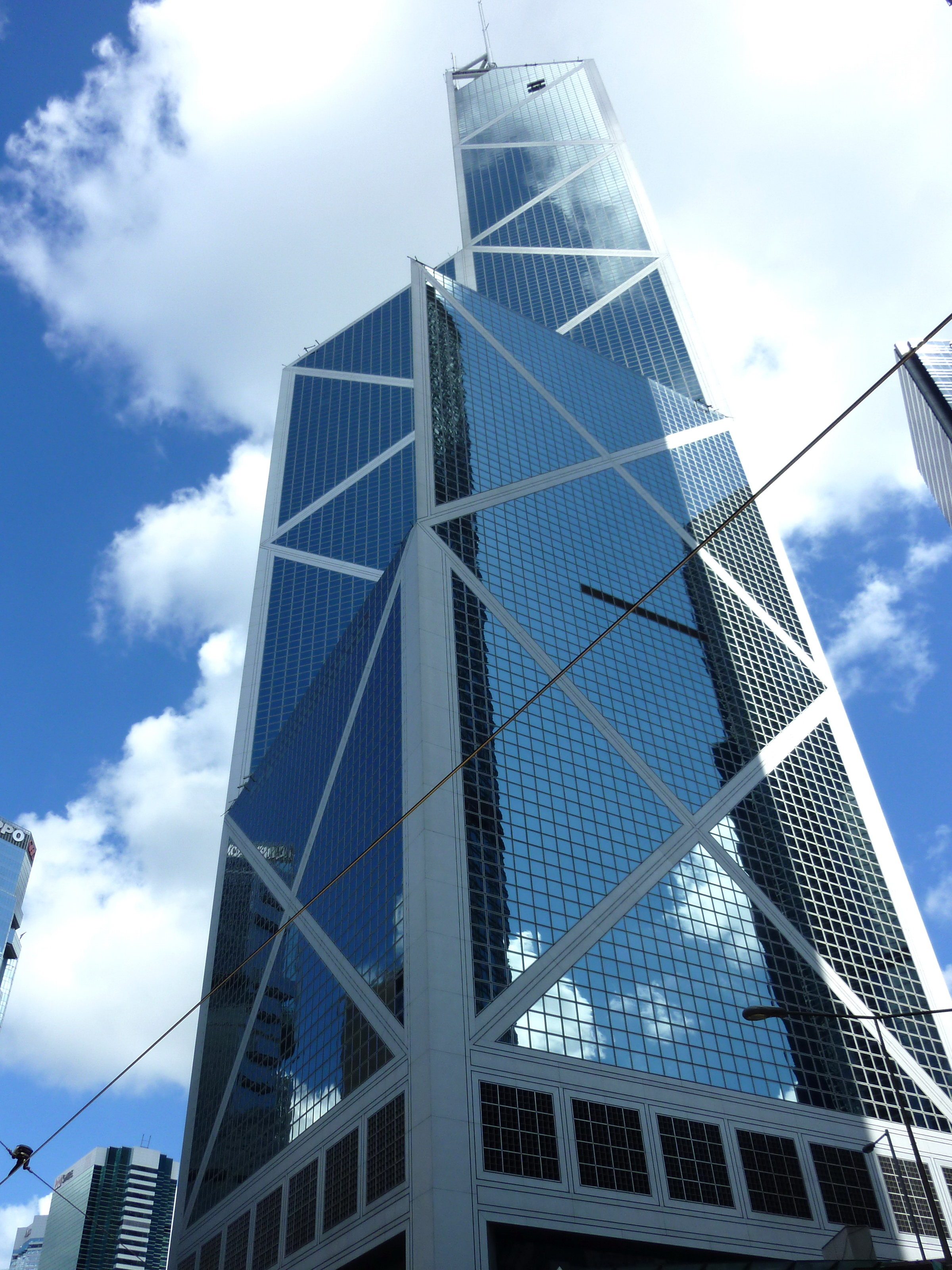
Башня Банка Китая  (Гонконг)
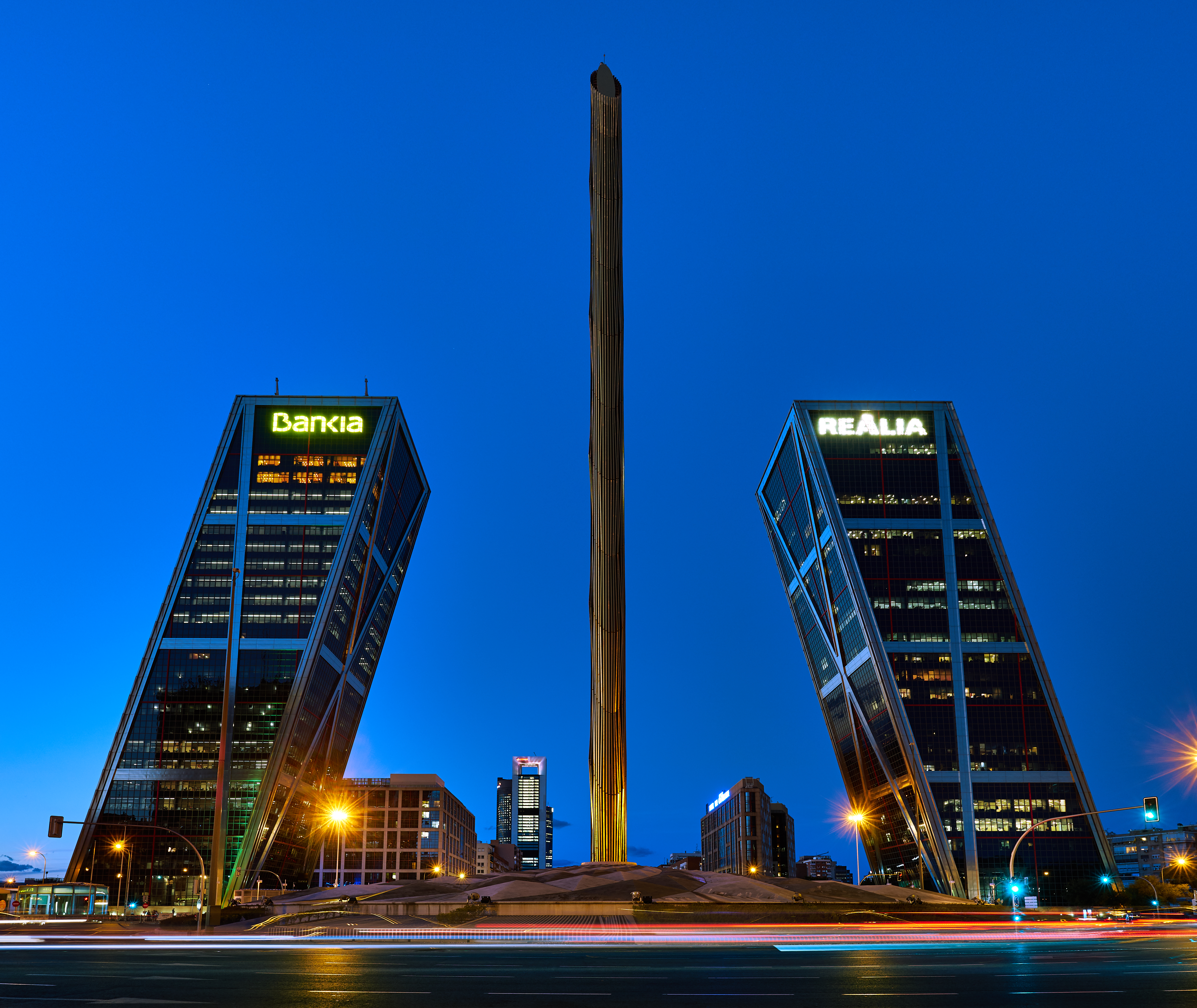
Ворота Европы, Мадрид
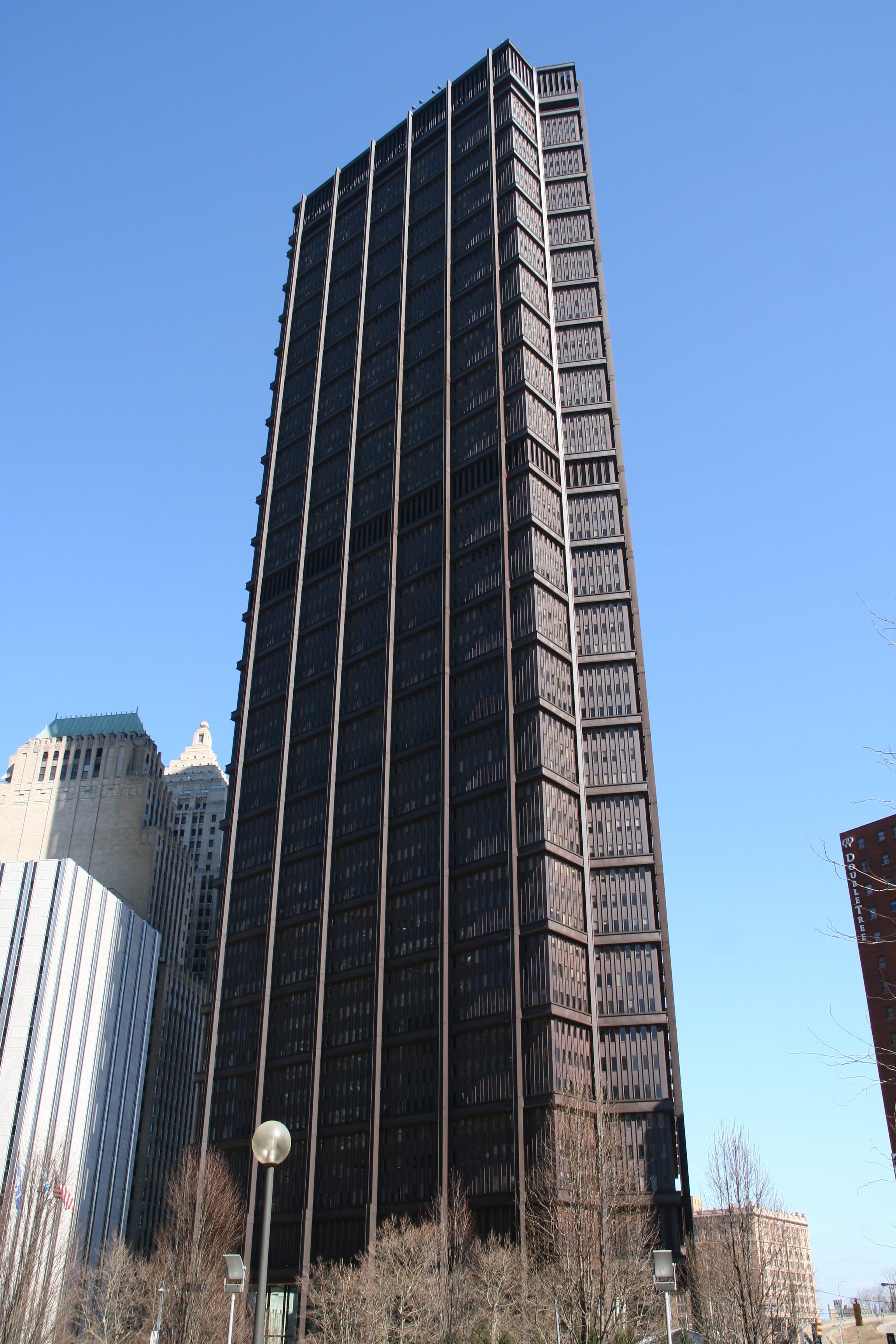
Штаб-квартира US Steel[англ.], Питтсбург

## Публикации
- Robertson, Leslie Earl. The structure of design : an engineer's extraordinary life in architecture. — 2017. — ISBN 978-1-58093-429-9.

## Награды
- 1975 — академик Национальной инженерной академии за «вклад в проектирование высотных зданий, а также разработку и применение принципов ветровой нагрузки в проектировании высотных зданий для обеспечения безопасности и комфорта жителей»[8]
- 1986 — почетная степень доктора технических наук, Политехнический институт Ренсселера[5].
- 1989 — почетная степень доктора наук Университета Западного Онтарио[5]
- 1991 — почетная степень доктора технических наук Лихайского университета.
- 2003 — почетная степень доктора технических наук Университета Нотр-Дам[9]
- 2011 — Международная награда за заслуги в области проектирования конструкций[англ.][10]
- 2012 — Медаль Джона Фрица[11]